# Chráněná území v Albánii

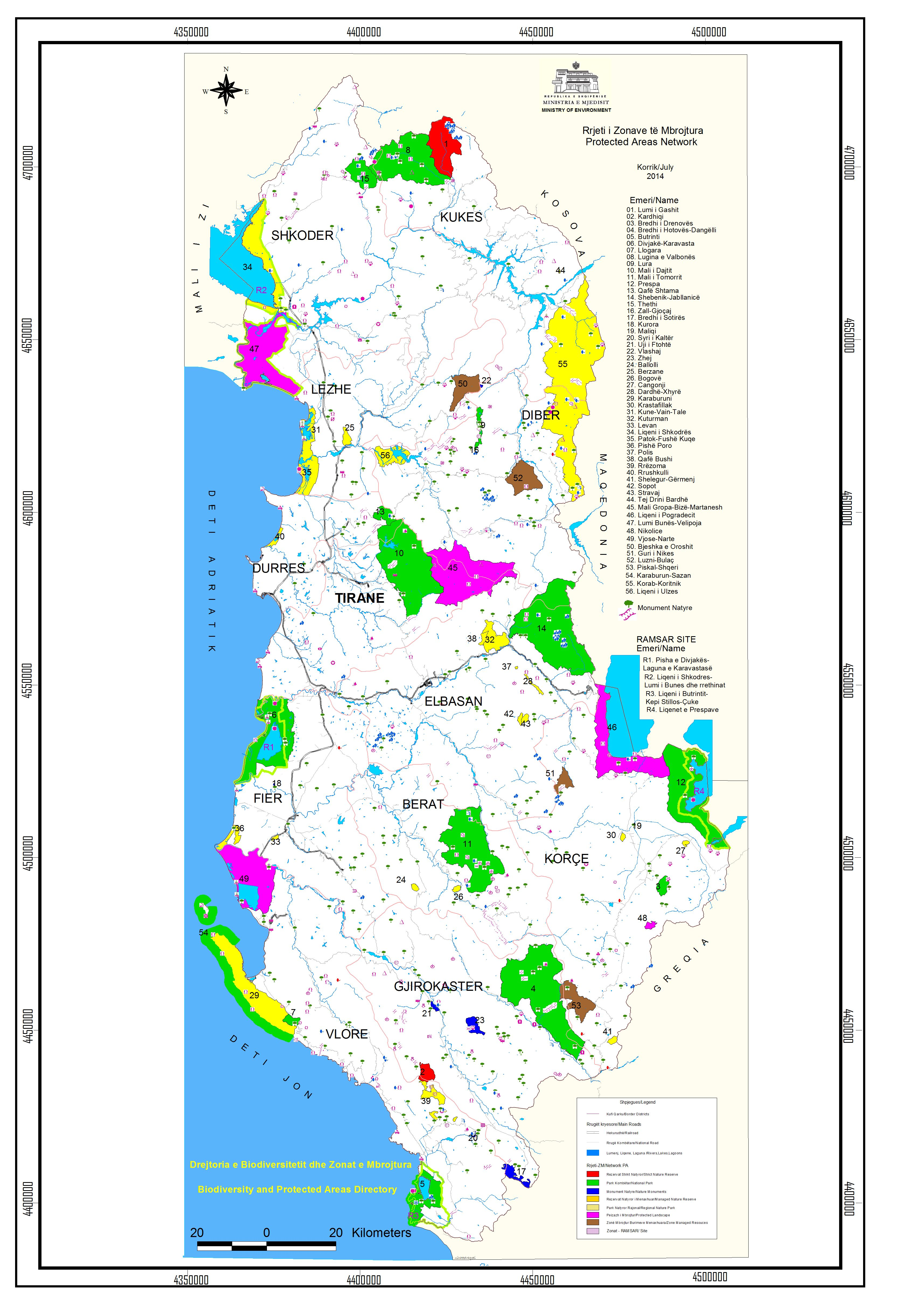
Chráněné přírodní oblasti v Albánii

V Albánii se nachází 16 národních parků, 5 chráněných krajinných oblastí, 4 přírodní rezervace a další chráněné oblasti.

## Národní parky
- Butrint
- Dajti
- Divjaka-Karavasta
- Lura
- Llogara
- Prespa
- Thethi
- Tomorr
- Valbona
- Hotovës-Dangelli
- Drenova
- Qafë Shtama
- Zall-Gjoçaj
- Shebenik-Jabllanica
- Karaburun-Sazan
- Vjosa

Chráněné krajinné oblasti:
- Berdheti
- Biza
- Lumi Buna dhe territoret ligatinore perreth tij
- Nikolice
- Pogradec
- Sistemi ligatinor Vjose-Narte

Přírodní rezervace:
- Kardhiqi
- Laguna e Karavastase
- Lumi i Gashit
- Rrajca